# سالی پیرس
 سالی پیرس (انگلیسی: Sally Peers؛ زادهٔ ۱ ژوئن ۱۹۹۱) یک تنیس‌باز اهل استرالیا است.